# Philippe Auribeau
Pour les articles homonymes, voir Auribeau (homonymie).
Œuvres principales
- L'Héritage de Richelieu
- Écarlate

Philippe Auribeau, né en 1974 à Aix-en-Provence dans les Bouches-du-Rhône, est un écrivain, nouvelliste et auteur et traducteur de jeu de rôle français.

## Biographie

### Jeunesse
Philippe Auribeau est Meneur de jeu de rôle depuis ses 10 ans et, dès cet âge, il baigne dans la culture de l’imaginaire à travers les romans, les séries, les films. Il est passionné de civilisations américaines – surtout celle des Amérindiens – et grand lecteur de Shakespeare, Beaumarchais, Dumas, Rostand. Plus tardivement, ses lectures sont en grande majorité constituées de romans policiers.
En 1994, il effectue un stage d'études chez Chaosium, l'éditeur américain de jeux de rôle tels que Call of Cthulhu ; Charlie Krank (en), le patron de Chaosium à l’époque, le considère depuis comme « un ami personnel de longue date et un ami de Chaosium ».
Il est diplômé en commerce international et en anglais.

### Carrière

#### Années 2000
Depuis 2007, il organise avec Camille Guirou, environ tous les deux ans, dans le Sud de la France, une convention ludique et littéraire intitulée « Les Chimériades »,. Le public accueilli participe à des conférences, des parties de jeu de rôle, des parties de semi-réel. Une place est tout particulièrement faite aux jeux de l’éditeur Chaosium et à l'univers de Glorantha. Ont été invités, entre autres, à cette convention en tant que personnalités du monde du jeu de rôle, de l’illustration ou de la littérature, Rolland Barthélémy, Charlie Krank, Robin D. Laws (en), Tristan Lhomme, Stéphane Marsan, Loïc Muzy, Pierre Pevel, Jeff Richard, Ken Rolston (en), Greg Stafford,,. Il y a rencontré Mathieu Gaborit et c’est là aussi qu'il est entré en contact avec les éditions Sans-Détour, ce qui a été décisif pour sa carrière professionnelle dans le jeu de rôle. L'événement des Chimériades est définitivement clos depuis 2018, avec la sixième édition.

#### Années 2010
Depuis le début des années 2010, il écrit (et traduit) principalement pour le jeu de rôle L’Appel de Cthulhu et collabore avec les éditions Sans-Détour.
Entre 2012 et 2015, il participe à l'élaboration d’autres jeux de rôle tirés d’œuvres littéraires tels que :
- Les Chroniques des Féals – il fait partie du collectif d’auteurs « Les Sombres Sentes »[3] – d’après Mathieu Gaborit, publié aux éditions Sans-Détour[12] ;

- Les Lames du cardinal – il est chef de projet[3] – d’après Pierre Pevel, publié aux éditions Sans-Détour[13].

En 2016, il publie une nouvelle, Les Ombres du passé, le premier épisode (il y en aura sept en tout) de son roman L'Héritage de Richelieu (Cf. infra).
En 2017, Pierre Pevel dédie sa suite à son cycle des Lames du cardinal, publiée uniquement au format numérique et intitulée La Louve de cendre, « Au capitaine d’Auribeau. “Un jour ! Toujours !” ».
Cette même année, Auribeau finit de publier la « séquelle » au cycle des Lames du cardinal de Pierre Pevel, qui se déroule à l'époque du jeu de rôle ; elle s'intitule donc Les Lames du cardinal – L'Héritage de Richelieu. D'abord publiée sous forme de série en sept épisodes disponibles uniquement au format numérique, elle fait l'objet d'une parution papier,, dans sa version intégrale et chez le même éditeur que la trilogie de romans originelle, les éditions Bragelonne, en mars 2019. Elle est rééditée dans la collection Folio SF des éditions Gallimard en juin 2021.

#### Années 2020
En 2020, il publie Écarlate, un roman policier noir mâtiné de fantastique, faisant forte référence à l'univers du mythe de Cthulhu de l’auteur américain H.P. Lovecraft et se déroulant dans le Providence des années 1930 du maître de l’horreur, paru aux éditions actuSF,.
Il projette d'autres incursions dans la littérature policière et il écrit un roman historique emprunt d’ésotérisme, prenant place dans le Languedoc du XIIe siècle.
En 2023, il participe au projet de parution et à l'écriture de la seconde édition du jeu de rôle Les Lames du cardinal, chapeautant quasiment la même équipe d'auteurs, des illustrateurs supplémentaires venant cependant compléter le travail de Loïc Muzy, unique illustrateur de la première édition ; le jeu est publié chez l'éditeur Elder Craft en 2024.

#### Citation
« Depuis [qu'il a quitté les éditions Sans-Détour et qu’il publie des romans], j’ai écrit pour différents jeux, parmi lesquels L’Empire des cerisiers, Tales from the Flood, Tecumah Gulch, Aquablue et dernièrement RuneQuest, dont j’assure en plus la direction éditoriale de la gamme française. Le jeu de rôle reste et restera très présent dans ma vie. »

## Œuvres

### Romans
- Écarlate, actuSF, coll. « Les Trois souhaits », 2020, 457 p.  (ISBN 978-2-37686-242-0)
- Les Lames du cardinal – L'Héritage de Richelieu, Bragelonne, coll. « Omnibus », 2019, 456 p.  (ISBN 979-10-281-0332-3)réédition, Gallimard, coll. « Folio SF », 2021, p. 624  (ISBN 978-2-07288-516-7)

### Nouvelles
- Série L'Héritage de Richelieu

1. Les Ombres du passé, Bragelonne, coll. « Snark », 2016  (ISBN 978-2-8205-2768-4)
2. L’Or des dragons, Bragelonne, coll. « Snark », 2016  (ISBN 978-2-8205-2770-7)
3. Le Chevalier de Vendôme, Bragelonne, coll. « Snark », 2016  (ISBN 978-2-8205-2824-7)
4. L'Éveil des sorciers, Bragelonne, coll. « Snark », 2016  (ISBN 978-2-8205-2839-1)
5. La Trace de l'empereur, Bragelonne, coll. « Snark », 2016  (ISBN 978-2-8205-2840-7)
6. Le Rituel exhumé, Bragelonne, coll. « Snark », 2016  (ISBN 978-2-8205-2841-4)
7. Le Déchaînement des arcanes, Bragelonne, coll. « Snark », 2017  (ISBN 978-2-8205-2876-6)

### Jeux de rôles
- Les Lames du cardinal, 2e édition (Lames du cardinal, Les), Elder Craft (avril 2024)
- Things from the Flood : La France des années 90 (Tales from the Loop), Arkhane Asylum Publishing (mars 2021)
- La Légende des cerisiers (Empire des cerisiers, L'), Arkhane Asylum Publishing (novembre 2019)
- Le Dit des ténèbres (Empire des cerisiers, L'), Arkhane Asylum Publishing (novembre 2019)
- Les 5 Supplices, édition limitée (Appel de Cthulhu, L'), Sans-Détour Éditions (juillet 2016)
- Les 5 Supplices (Appel de Cthulhu, L'), Sans-Détour Éditions (mars 2016)
- Arcanes (Lames du cardinal, Les), Sans-Détour Éditions (décembre 2015)
- Aventures effroyables (Appel de Cthulhu, L'), Sans-Détour Éditions (novembre 2015)
- L'Appel de Cthulhu, septième édition limitée (Appel de Cthulhu, L'), Sans-Détour Éditions (novembre 2015)
- L'Appel de Cthulhu, septième édition version de luxe (Appel de Cthulhu, L'), Sans-Détour Éditions (novembre 2015)
- Dernier éons – la soif (Chroniques des Féals, Les), Sans-Détour Éditions (mai 2014)
- Accessoires du maître de jeu (Lames du cardinal, Les), Sans-Détour Éditions (mars 2014)
- Les Lames du cardinal (Lames du cardinal, Les), Sans-Détour Éditions (mars 2014)
- Les Lames du cardinal, édition limitée (Lames du cardinal, Les), Sans-Détour Éditions (mars 2014)
- Cthulhu 1890, édition limitée (Appel de Cthulhu, L'), Sans-Détour Éditions (janvier 2014)
- Investigations au XIXe siècle (Appel de Cthulhu, L'), Sans-Détour Éditions (janvier 2014)
- Sciences forensiques & psychologies criminelles (Appel de Cthulhu, L'), Sans-Détour Éditions (octobre 2013)
- Le Manuel des investigateurs, deuxième édition (Appel de Cthulhu, L'), Sans-Détour Éditions (février 2013)
- Les Chroniques des Féals (Chroniques des Féals, Les), Sans-Détour Éditions (février 2012)
- L'Écran (Chroniques des Féals, Les), Sans-Détour Éditions (février 2012)
- Innsmouth (Appel de Cthulhu, L'), Sans-Détour Éditions (février 2011)